# Barbus brazzai
Barbus brazzai е вид лъчеперка от семейство Шаранови (Cyprinidae). Видът не е застрашен от изчезване.

## Разпространение
Разпространен е в Габон, Демократична република Конго, Камерун и Централноафриканска република.

## Описание
На дължина достигат до 11 cm.